# Марчано, Франческа
Франческа Марчано (итал. Francesca Marciano; 17 июля 1955, Рим) — итальянская актриса
, сценаристка, писательница и кинорежиссёр
.

## Биография
Родилась в семье, связанной с кино и литературой. Жила в Риме, в США, долгое время в Кении.
Получила высшее образование в области современной литературы.
В двадцать два года переехал в Нью-Йорк, где прожила семь лет. Посещала семинар Николаса Рэя. Училась актёрскому мастерству у Ли Страсберга.
В 1975—1978 годах снялась в пяти кинофильмах.
Затем работала помощником американского режиссёра Лайонела Рогозина.
В Италии сначала работала над созданием культурных программ для RAI, в 1983 году дебютировала как сценарист и режиссёр сняв свой первый телевизионный фильм «Где-то далеко» о жизни эмигрантов-итальянцев в США с Стефанией Казини. В том же году эта картина была представлена на Венецианском кинофестивале. В 1984 году номинировалась на премию «Давид ди Донателло» за лучший дебют в режиссуре.
В 1988 году сняла короткометражный фильм, затем обратился к написанию сценариев и работала с режиссёром Карло Вердоне.
Как режиссёр поставила 3 фильма, создала 31 сценарий
В 1992 году была отмечена премией «Давид ди Донателло» за лучший сценарий за фильм Вердоне «Будь проклят день, когда я тебя повстречал». В 2010 году награждена кинопремией Серебряная лента за сценарий «Io, loro e Lara» .
Опубликовала три романа.

## Избранная фильмография
Актриса
- 1976 — Дом со смеющимися окнами—  Франческа
- 1977 — Tutti defunti… tranne i morti
- 1980 — Il ritorno di Casanova
- 1985 — Паскуалино «Семь красоток» — Каролина

Режиссёр
- Lontano da dove, совместно с Стефанией Казини (1983)
- Sirena, episodio di Provvisorio quasi d’amore (1988)
- ll racconto del leone (1998) — документальный фильм

Сценарист
- Я не боюсь (2003)
- Роковая Лара (2009)
- Я и ты (2012)
- Великая магия (2023)

## Избранная библиография
- Rules Of the Wild, 1998, Pantheon, New York, ISBN 978-0-375-70343-0
- Casa Rossa, 2002, Pantheon, New York, ISBN 978-0-375-72637-8
- The End of Manners, 2007, Pantheon, New York, ISBN 978-0-307-38674-8
- The Other Language, 2014, New York, ISBN 978-0-307-90836-0
- Animal spirit, 2021, ISBN 978-8-804-73597-7